# Тіхарафе

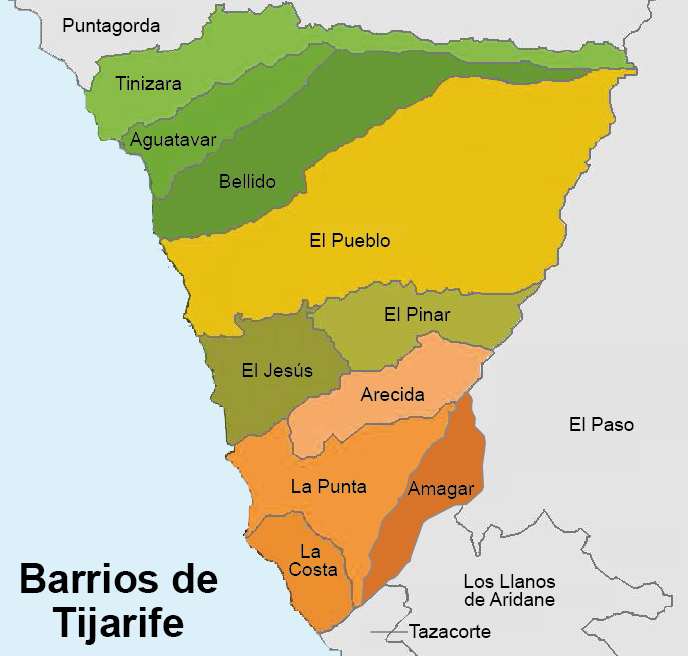

Тіхарафе (ісп. Tijarafe) — муніципалітет в Іспанії, у складі автономної спільноти Канарські острови, у провінції Санта-Крус-де-Тенерифе, на острові Ла-Пальма. Населення — 2769 осіб (2010).
Муніципалітет розташований на відстані близько 1800 км на південний захід від Мадрида, 150 км на захід від Санта-Крус-де-Тенерифе.
На території муніципалітету розташовані такі населені пункти: (дані про населення за 2010 рік)
- Агуатавар: 216 осіб
- Амагар: 66 осіб
- Аресіда: 216 осіб
- Ель-Хесус: 245 осіб
- Ель-Пінар: 139 осіб
- Ла-Пунта: 564 особи
- Ель-Пуебло: 903 особи
- Тінісара: 192 особи
- Бельїдо: 101 особа
- Ла-Коста: 127 осіб

## Демографія
Динаміка населення (INE ):

## Галерея зображень

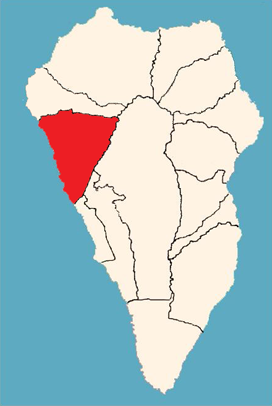
Розташування муніципалітету на острові Ла-Пальма
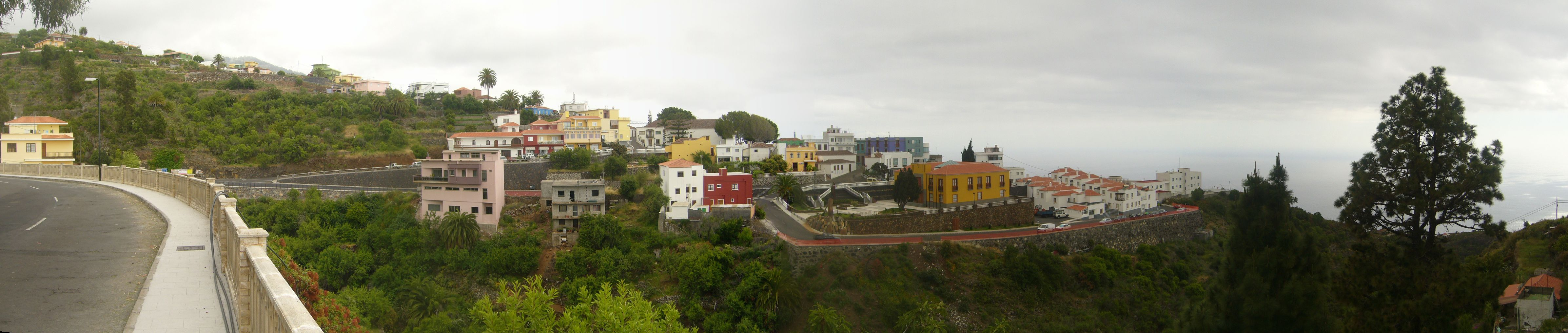
Тіхарафе